# Любчук, Андрей Андреевич
Андрей Андреевич Любчук (бел. Андрэй Андрэевіч Любчук; 25 сентября 1974) — белорусский футболист, выступавший на позиции защитника. Сыграл 1 матч за сборную Беларуси.

## Биография

### Клубная карьера
На взрослом уровне дебютировал в 1991 году, сыграв 1 матч в третьей по значимости советской лиге в составе «Динамо-Брест». После распада СССР продолжал выступать за команду в высшей лиге Беларуси. Летом 1997 года перешёл в солигорский «Шахтёр», где провёл два с половиной года, после чего ненадолго вернулся в «Динамо». С 2002 по 2003 год был игроком гродненского «Немана». В 2003 году вновь вернулся в «Динамо». С 2004 по 2006 год выступал в клубе Первой лиге «Барановичи». В 2007 году выступал за российский любительский клуб «Молния» (Небуг). Завершил игровую карьеру в 2008 году, последний сезон отыграл за команду «Лида» в первой лиге.
Всего за карьеру сыграл 221 матч и забил 9 голов в высшей лиге Беларуси.

### Карьера в сборной
За сборную Беларуси сыграл 1 матч, 20 августа 1996 года появился на поле в товарищеской встрече со сборной ОАЭ.